# Флепер (пиріг)
Пиріг-флеппер (англ. Flapper pie або Забутий пиріг прерій англ. forgotten Prairie pie), являє собою пиріг з ванільним заварним кремом, вкритий безе (або іноді збитими вершками в Південному Саскачевані) в скоринці з крекера Грема. Віскі, персик, лимонну цедру або ваніль можна додавати в заварний крем для пирога-флеппера.
Пиріг є частиною кулінарної культури канадських прерій.

## Історія
Точне походження пирога-флеппера невідоме. Однак пиріг-флеппер став популярним у канадських преріях у 1920-х роках, а десерт отримав свою назву від флепперок. Flapper Pie подавали у кожному кафе у прерійних провінціях.
Пиріг-флеппер продовжували готувати в епоху Великої депресії, оскільки для його рецепта були потрібні тільки прості інгредієнти. До 1940-х років пиріг втратив популярність і став «забутим».
Ймовірно, популярність цього забутого десерту в XXI столітті повернула кулінарна книга Карлінн Джонстон 2016 року під назвою "Flapper Pie and Blue Prairie Sky: A Baking Book".